# Morti nel 1445
| Questa pagina contiene informazioni ricavate automaticamente dalle voci biografiche con l'ausilio del template Bio e di un bot. L'aggiornamento è periodico e automatico e ricostruisce completamente la pagina. Se manca una persona in questa lista, sei pregato di non aggiungerla, ma accertati piuttosto che la sua voce biografica contenga il template Bio e che i dati anagrafici siano correttamente compilati. Se il template Bio manca, inseriscilo tu stesso o, in alternativa, metti l'avviso {{tmp\|Bio}} che ne segnala la mancanza. Se i dati riportati sono sbagliati, correggi direttamente la voce biografica; le modifiche saranno visibili in questa lista entro pochi giorni. Per chiarimenti vedi il progetto biografie. La lista contiene solo le 32 persone che sono citate nell'enciclopedia e per le quali è stato implementato correttamente il template Bio. Pagina aggiornata al 10 ago 2025. |

- 19 gennaio - Antonio Correr, cardinale e vescovo cattolico italiano (n. 1359)
- 15 febbraio - Giovanni Bertoldi, vescovo cattolico e teologo italiano
- 18 febbraio - Maria di Trastámara, regina spagnola (n. 1396)
- 19 febbraio - Eleonora di Trastámara, regina (n. 1402)
- 24 febbraio - Niccolò Tedeschi, arcivescovo cattolico e giurista italiano (n. 1386)
- 12 marzo - Giovanni Giacomo del Monferrato, marchese (n. 1395)
- 9 aprile - Antonio Alberico I Malaspina, nobile italiano
- 13 aprile - Ludovico VIII di Baviera-Ingolstadt, nobile tedesco (n. 1403)
- 25 aprile - Domingo Ram y Lanaja, cardinale, arcivescovo cattolico e politico spagnolo (n. 1345)
- 5 giugno - Leonel Power, compositore inglese
- 15 giugno - Enrico di Trastámara, principe spagnolo (n. 1400)
- 24 giugno - Annibale I Bentivoglio, nobile (n. 1413)
- 15 luglio - Giovanna Beaufort, regina
- 24 luglio - Cencio Rustici, umanista italiano
- 2 agosto - Oswald von Wolkenstein, poeta e compositore tedesco
- 11 agosto - Alberto Alberti, cardinale e vescovo cattolico italiano (n. 1386)
- 12 agosto - Bartolomeo Zabarella, arcivescovo cattolico italiano (n. 1399)
- 16 agosto - Margherita Stewart, principessa scozzese (n. 1424)
- 26 agosto - Jean Bassand, monaco cristiano francese
- 9 ottobre - Gerardo Landriani Capitani, cardinale italiano
- 19 ottobre - Andrea de' Pazzi, politico italiano (n. 1372)
- 21 ottobre - Pietro Capucci, religioso italiano (n. 1390)
- 28 ottobre - Tommaso Perondoli, arcivescovo cattolico italiano
- 30 novembre - Paola Colonna, nobile italiana (n. 1380)
- Badlay ibn Sa'ad ad-Din, sultano somalo
- Henri Bellechose, pittore francese
- Riccio da Montechiaro, nobile e condottiero italiano
- Jan II Keldermans, architetto belga
- Giovanni Mostarda, condottiero italiano
- Covella Ruffo, nobile italiana
- William ap Thomas, nobile gallese
- Uluğ Muhammad, sovrano mongolo (n. 1405)